# Dino 7 Cordas
Dino 7 Cordas (* 5. Mai 1918 in Rio de Janeiro; † 27. Mai 2006 ebenda), eigentlich Horondino José da Silva, war ein brasilianischer Gitarrist. Er gilt als einer der wichtigsten Künstler auf der siebensaitigen Gitarre in Brasilien.

## Leben
Er begann mit dem Erlernen der Gitarre, inspiriert durch seinen Vater, einen Amateurmusiker, und seine Brüder, die Cavaquinho und Perkussion spielten. Er war Autodidakt, lernte viel durch Radiohören und hatte nie einen Lehrer.
In den 1930er Jahren hatte er seine ersten Auftritte in Zirkuszelten und Theatern, bei denen er andere Künstler auf der Gitarre begleitete. 1937 wurde er eingeladen, in der Gruppe Regional de Benedito Lacerda, eine der angesehensten Gruppen der damaligen Zeit, als Gitarrist mitzuwirken. Aus dem kurzfristigen Gastspiel wurde eine längerfristige Zusammenarbeit. 1950 verließ Benedito Lacerda die Gruppe, Canhoto wurde der neue Leiter und der Name der Gruppe änderte sich daraufhin in Regional do Canhoto.
Zwischen 1952 und 1953 gab er bei einem Gitarrenbauer seine erste siebensaitige Gitarre in Auftrag und spezialisierte sich auf dieses Instrument, von dem sich auch sein Künstlername (7 cordas bedeutet 7 Saiten) ableitet.
In der folgenden Zeit begleitete er einige der größten Künstler Brasiliens wie Carmen Miranda, Francisco Alves oder Orlando Silva.
In den 1960er Jahren begann er in der Gruppe Época de Ouro von Jacob do Bandolim, die bis heute existiert.
Dino 7 Cordas wirkte an vielen Schallplattenaufnahmen mit. 1991 nahm er mit seinem Schüler Raphael Rabello ein bemerkenswertes Album mit bekannten Choro-Klassikern auf.